# Шмакови
Шма́кови (рос. Шмаковы) — присілок у складі Даровського району Кіровської області, Росія. Входить до складу Піксурського сільського поселення.
Населення становить 1 особа (2010, 34 у 2002).
Національний склад станом на 2002 рік — росіяни 91 %.